# Соссіна Гайле
Сосіна Гейле (англ. Sossina Haile; нар. 28 липня 1966) — ефіопсько-американська вчена, хімік. Професор матеріалознавства та хімічної технології в Каліфорнійському технологічному інституті.

## Біографія
Соссіна Гайле народилася в Ефіопії. Її батько був істориком. Під час перевороту в середині 1970-х років військові заарештували і ледь не убили її батька. Сім'я була змушена втікати з країни, емігрувала до США. Вони поселилися в Міннесоті у містечко Колледжвіль. У 1983 році закінчила місцеву середню школу Сент-Джон.
Соссіна отримала ступінь бакалавра і доктора наук (1992) у Массачусетському технологічному інституті, а також магістра в Каліфорнійському університеті в Берклі.
Три роки Гайле працювала доцентом у Вашингтонському університеті у Сіетлі. У 1996 році перевелася до Каліфорнійського технологічного інституту, де пропрацювала 18 років, а у 2015 році перейшла до Північно-Західного університету.

## Дослідження

### Іонна провідність твердих тіл
Дослідження Соссіни Гайле зосереджувалися на іонній провідності в твердих тілах. Займалася вивченням механізмів, що регулюють іонну помпу і застосування цих знань для розробки прогресивних твердих електролітів і розробки електрохімічних пристроїв у твердому стані. Швидкі іонні провідники можуть використовуватися у розробці електричних батарей, датчиків і паливних елементів. Гайле найбільше фокусувалася на розробці паливних елементів.
Її команда вивчала протонпровідні тверді кислотні сполуки, протонпровідні перовскіти, змішані киснево-електронпровідні перовсквіти, киснепровідні оксиди і лужнопровідні силікати. Головною методикою для характеристики електричних властивостей була діелектрична спектроскопія змінного струму. Іонна провідність тісно пов'язана з кристалічною структурою і структурними переходами в твердому провіднику. Важливими аспектами досліджень Соссіни Гайле були зростання кристалів, визначення рентгенівської структури та дифракції нейтронів та термічний аналіз.
Команда Гайле визначила, що багато протонпровідних твердих речовин при переході від моноклінної до кубічної сингонії збільшують провідність на декілька порядків. В іншому дослідженні команда продемонструвала, що Ba 0,5 Sr 0,5 Co 0,8 Fe 0,2 O 3 -d має виняткову активність як катод для твердооксидних паливних елементів на основі оксиду церію (IV).
Робота Гайле в галузі іонної провідності отримала підтримку Національного наукового фонду, Науково-дослідної лабораторії армії США та Міністерства енергетики. Також вона фінансувалася Агентством передових оборонних дослідницьких проектів (DARPA), Управлінням морських досліджень, Каліфорнійською енергетичною комісією, фондом Пауелла та фондом Кірша. Промислову підтримку отримала від компаній General Motors, EPRI (раніше Electric Power Research Institute), HRL (раніше Hughes Research Labs) і Honeywell (раніше Allied Signal, а тепер General Electric).

### Термоелектричні та сегнетоелектричні матеріали
Дослідження Гайле фокусується на структурних властивостях термоелектричних матеріалів (у співпраці з колегами з Лабораторії реактивного руху), і сегнетоелектричних матеріалів в рамках багатопрофільної програми Каліфорнійського технологічного інституту, що присвячена обчислювальному прогнозуванню та оптимізації апаратного забезпечення.

### Розробка пристроїв
Важливу роль у дослідженнях Гайле віддіграє розробка пристроїв. Вона розробляла генератори мікроелектростанцій, що базуються на твердооксидних батареях, особливо цікаві для переносних джерел енергії. Проект був підтриманий Агентством передових оборонних дослідницьких проектів (DARPA). Розробила мікронасоси на основі тонких сегнетоелектричних плівок, які дають перспективи для просування технологій електромеханічних мікросистем. Обидві програми є міждисциплінарними.

## Альтернативне паливо
Наприкінці 1990-х років Гайле створив першу тверду кислотно- паливні елементи, використовуючи новий тип «суперпротонічного» з'єднання. Виробники паливних елементів не хочуть вносити зміни, необхідні для її вирішення. Двоє його колишніх аспірантів створюють старт-ап Superprotonic щоб продавати пристрій.

## Нагороди та відзнаки
Соссіна Гайле отримала Національну нагороду для молодих дослідників від Національного наукового фонду (1994—99), стипедії Гумбольдта (1992—93), Фулбрайта (1991-92), та спільну наукову стипендію AT&T (1986—92). Стипендії Гумбольдта та Фулбрайта підтримали його дослідження в Інституті Макса Планка для досліджень твердого тіла в Штутгарті (1991—1993). У 2001 році отримала премію Вагнера від відділу високотемпературних матеріалів Електрохімічного товариства.
У 2018 році Соссіну Гайле прийняли до Товариства матеріалознавства.

## Публікації
- Synthesis, crystal structure, and ionic conductivity of some alkali rare earth silicates, Thèse de doctorat — Massachusetts Institute of Technology, 1992